# Boku no Pico
Boku no Pico (Japans: ぼくのぴこ; vertaling: "Mijn Pico") is een shotacon animeserie van drie OVA's, geproduceerd door Natural High.
De anime gaat over een jongen genaamd Pico en zijn vrienden Chico, Coco en Tamotsu.

## OVA's
Er zijn drie OVA's uitgebracht. Alle OVA's zijn geregisseerd door Katsuyoshi Yatabe en zijn geproduceerd door Natural High.
Op 11 november is een herziene versie van de eerste OVA uitgebracht, deze uitgave was bedoeld voor kijkers onder de 18.
| Titel                                                      | Samenvatting | datum van publicatie |
| ---------------------------------------------------------- | --- | -------------------- |
| Mijn Pico "Boku no Pico" (ぼくのぴこ)                      | Pico werkt tijdens de zomer in het café van zijn grootvader, in de hoop dat hij vrienden maakt. Pico ontmoet een man genaamd Tamotsu, die Pico op het eerste gezicht aanzag voor een meisje en probeerde te verleiden.                                                                             | 7 september 2006     |
| Pico en Chico "Pico to Chico" (ぴことちこ)                 | Pico ontmoet een jongen genaamd Chico en de twee worden vrienden. Later bij Chico thuis, verstoppen Pico en Chico zich op zolder, waar ze Chico's zus vanuit bespieden als ze masturbeert. Pico zegt dat jongens dit ook kunnen doen, waarna Pico en Chico seks hebben.                            | 19 april 2007        |
| Pico × Coco × Chico "Pico × Coco × Chico" (ぴこ×CoCo×ちこ) | Pico en Chico ontmoeten Coco. Pico wordt verliefd of Coco, waardoor hij zich onzeker voelt over zijn gevoelens voor Chico. De situatie wordt erger wanneer Pico Coco en Chico op een nacht bij elkaar ziet. Uiteindelijk komt het goed en hebben Pico, Coco en Chico een trio bovenop Tokyo Tower. | 9 oktober 2008       |